# Кім Тхе Юн
Кім Тхе Юн (кор. 김태윤) — південнокорейський ковзаняр,  олімпійський медаліст, чемпіон Азійських ігор. 
Бронзову олімпійську медаль Кім виборов на Пхьончханській олімпіаді 2018 року на дистанції 1000 м.

## Зовнішні посилання
- Досьє на speedskatingnews [Архівовано 24 лютого 2018 у Wayback Machine.]

## Виноски
1. ↑  Men's 1000 metres results (PDF). Архів оригіналу (PDF) за 23 лютого 2018. Процитовано 6 квітня 2018.